# Издательство Мичиганского университета
Издательство Мичиганского университета (англ. University of Michigan Press) — издательское подразделение Мичиганского университета со штаб-квартирой в Анн-Арборе, штат Мичиган.
Университетское издательство является частью Michigan Publishing библиотеки Мичиганского университета. Ежегодно публикует около 170 новых изданий по гуманитарным и социальным наукам.

## История и деятельность
С 1858 по 1930 год в Мичиганском университете не было системной организации для научных публикаций, несмотря на то, что выпускались некоторые академические материалы. Реальное издательство было основано в 1930 году при университетской Graduate School, а в 1935 году Фрэнк Роббинс (Frank E. Robbins), помощник президента университета Александра Рутвена, был назначен главным редактором университетского издательства и занимал эту должность до 1954 года. Хотя первоначальные планы университетского издательства предусматривали только выпуск материалов конференций и списков чтения для выпускников, Роббинс расширил это видение, включив в него публикации по различным областям интересов, таким, как археология, лингвистика и международные интересы.
В 2009 году издательство Мичиганского университета стало частью библиотеки Мичиганского университета. Сегодня оно в основном публикует учебники по преподаванию английского языка и учебные пособия для учителей, а также научные монографии в различных областях, включая классические исследования, востоковедение, политологию, изучение инвалидности, театр и перформанс. Издательство печатает книги про штат Мичиган и регион Великих озёр. Дистрибютором издательства является Chicago Distribution Center.
В каталоге издательства Мичиганского университета более 1100 монографий, доступных в виде электронных книг, оно участвует также в нескольких проектах в области цифровых медиа.